# Митенино (Гусь-Хрустальный район)
Митенино — деревня в Гусь-Хрустальном районе Владимирской области России, входит в состав муниципального образования «Посёлок Иванищи».

## География
Деревня расположена в 12 км на северо-восток от центра поселения посёлка Иванищи, в 31 км на север от Гусь-Хрустального и в 2 км на северо-восток от ж/д станции Неклюдово на линии Владимир — Тумская.

## История
В XIX — первой четверти XX века деревня входила в состав Авдотьинской волости Судогодского уезда, с 1926 года — в составе Александровской волости Владимирского уезда. В 1859 году в деревне числилось 8 дворов, в 1905 году — 11 дворов, в 1926 году — 25 хозяйств.
С 1929 года деревня входила в состав Неклюдовского сельсовета Владимирского района, с 1945 года — в составе Гусь-Хрустального района, с 2005 года — в составе муниципального образования «Посёлок Иванищи».

## Население
| 1859 | 1905 | 1926 |
| ---- | ---- | ---- |
| 58   | 54   | 70   |

| 1859 | 1905 | 1926 | 2002 | 2010 | 2021 |
| ---- | ---- | ---- | ---- | ---- | ---- |
| 58   | ↘54  | ↗70  | ↘5   | ↘2   | ↗5   |